# 奄美市立笠利中学校
奄美市立笠利中学校（あまみしりつ かさりちゅうがっこう）は、鹿児島県奄美市笠利町大字笠利にある公立中学校。

## 概要
2013年現在の奄美市領域の旧・笠利町にある中学校である。
1948年4月より開校された中学校で、現在も存続している。

## 沿革
- 1948年4月 - 笠利村立笠利第二中学校として開校する
- 1957年5月 - 笠利村立笠利中学校に改称。
- 1961年1月1日 - 笠利村が町制施行し笠利町となったのに伴い、笠利町立笠利中学校に改称。
- 1961年1月 - 学校給食開始する
- 1971年 - 学生数で350人となり、これがピークとなる
- 2006年6月20日 - 笠利町と住用村そして名瀬市との新設合併により奄美市が成立し、奄美市立笠利中学校に改称。
- 2013年5月17日 - 丸刈り校則廃止の決議が、生徒総会でなされ、1学期内での丸刈り校則廃止が事実上決定される[2]

## 生徒数
2013年3月現在の数字である。合計47人の生徒がいる
- 1年生 11人[1]
- 2年生 15人[1]
- 3年生 21人[1]

## 学校行事
- 4月　始業式　入学式
- 9月　体育大会
- 11月　文化祭
- 3月　卒業式　終業式